# Electrische Museumtramlijn Amsterdam
Electrische Museumtramlijn Amsterdam er en museumssporvej i Amsterdam, hvor der køres med historiske sporvogne mellem Haarlemmermeerstation, Amstelveen und Bovenkerk. Strækningen er en rest af de tidligere Haarlemmermeer-jernbaner.
Museumssporvejen blev åbnet 20. september 1975 i anledning af 100-året for Amsterdams sporveje. Til at begynde med blev der kørt på en 1.200 m lang delstrækning til Rijksweg 10. I de følgende år blev strækningen forlænget efter at sporene blev ombygget til kørsel med sporvogne. I den forbindelse blev køreledninger omlagt, sporskifter etableret og stoppesteder anlagt.
I 1979 havde man nået Jollenpad, i 1981 kunne der køres til Kalfjeslaan og i Amsterdamse Bos kunne der stiges af og på ved forskellige stoppesteder. Med en udbygning til Amstelveen i 1983 nåede strækningen en længde på 5,7 km. Endelig forlængedes strækningen til Bovenwerk i 1997, så den nu er på næsten 7 km. Ved endestationen i Bovenverk blev der anlagt en sportrekant, så man også kan køre med enretningsvogne.
Sporvejen trafikeres hver søndag mellem påske og oktober samt anden påskedag og anden pinsedag. Desuden tilbydes der temakørsler, f.eks. til jul. Vognparken består af gamle sporvogne fra Amsterdam, Haag, Rotterdam, Zeist, Groningen, Wien og Prag fra mellem 1904 og 1960. De frivillige medarbejdere er medlemmer af foreningen Rijdend Electrisch Trammuseum (Kørende elektriske sporvognsmuseum).